# سالمونلوز
سالمونلوز (انگلیسی: Salmonellosis) یک عفونت علامت‌دار است که توسط باکتری‌هایی از نوع سالمونلا ایجاد می‌شود. همچنین یک بیماری منتقله از راه مواد غذایی است و به عنوان بیماری‌هایی تعریف می‌شود که معمولاً ماهیت عفونی یا سمی دارند که توسط عواملی ایجاد می‌شوند که از راه خوردن غذا وارد بدن می‌شوند. در انسان، شایع‌ترین علائم اسهال، تب، گرفتگی عضلات شکم و استفراغ است. علائم معمولاً بین ۱۲ ساعت تا ۳۶ ساعت پس از مواجهه ظاهر می‌شوند و بین دو تا هفت روز طول می‌کشند. گاهی بیماری مهم‌تر می‌تواند منجر به کم‌آبی بدن شود. افراد مسن، جوان و سایر افراد با سیستم ایمنی ضعیف احتمال بیشتری برای ابتلا به بیماری شدید دارند. انواع خاصی از سالمونلا می‌تواند منجر به تب حصبه یا تب پاراتیفوئید شود.
دو گونه از سالمونلا وجود دارد: سالمونلا بونگوری و سالمونلا انتریکا با زیرگونه‌های زیادی. با این حال، زیرگروه‌ها و سرووارها در یک گونه ممکن است از نظر توانایی در ایجاد بیماری تفاوت اساسی داشته باشند. این نشان می‌دهد که طبقه‌بندی اپیدمیولوژیک ارگانیسم‌ها در سطح زیرگونه ممکن است مدیریت سالمونلا و پاتوژن‌های مشابه را بهبود بخشد.
هم جمعیت گیاهخوار و هم جمعیت غیر گیاهخوار به دلیل مصرف گوشت و شیر آلوده، مستعد ابتلا به عفونت‌های سالمونلا هستند. عفونت معمولاً با خوردن گوشت، تخم مرغ، آب یا شیر آلوده منتقل می‌شود. سایر غذاها در صورت تماس با کود ممکن است باعث گسترش بیماری شوند. شماری از حیوانات خانگی از جمله گربه‌ها، سگ‌ها و خزندگان نیز می‌توانند عفونت را ناقل و منتشر کنند. تشخیص با آزمایش مدفوع یا آزمایش خون است.
تلاش برای پیشگیری از این بیماری شامل شستشوی مناسب، آماده‌سازی و پختن غذا در دمای مناسب است. بیماری خفیف معمولاً به درمان خاصی نیاز ندارد. موارد مهم‌تر ممکن است نیاز به درمان مشکلات الکترولیت و جایگزینی مایعات داخل وریدی داشته باشند. در افرادی که در معرض خطر بالا هستند یا در آنها بیماری به خارج از روده گسترش یافته‌است، آنتی‌بیوتیک‌ها توصیه می‌شود.
سالمونلوز یکی از شایع‌ترین علل اسهال در سطح جهان است. در سال ۲۰۱۵ میلادی، ۹۰۳۰۰ مرگ ناشی از سالمونلوز غیر تیفوئیدی و ۱۷۸۰۰۰ مرگ ناشی از سالمونلوز تیفوئیدی اتفاق افتاد. در ایالات متحده، سالانه حدود ۱٫۳۵ میلیون مورد و ۴۵۰ مرگ ناشی از سالمونلوز غیر تیفوئیدی رخ می‌دهد. در اروپا، بعد از کمپیلوباکتریوز، دومین بیماری شایع از طریق غذا است.